# Hans-Arthur Marsiske

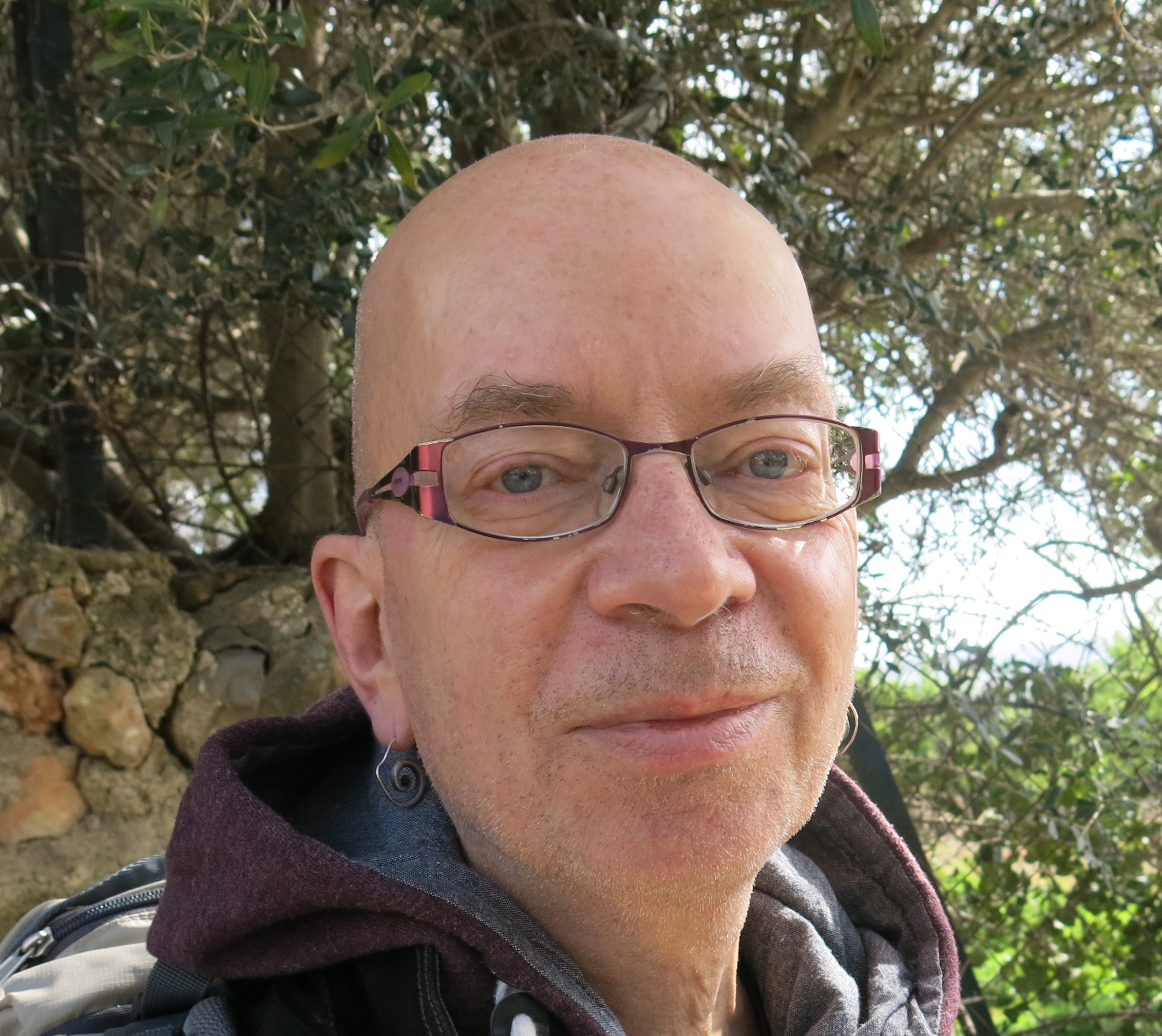
Hans-Arthur Marsiske (2018)

Hans-Arthur Marsiske (* 1955) ist ein deutscher Sachbuchautor,
Soziologe und Journalist. An der Universität Hamburg studierte er Soziologie. Marsiske promovierte in Sozial- und Wirtschaftsgeschichte und lebt in Hamburg.
Hans-Arthur Marsiske arbeitet für heise online, brand eins, Spiegel, Süddeutsche Zeitung, Die Welt, Hamburger Abendblatt, Financial Times, Neues Deutschland, VDI nachrichten und andere.

## Publikationen

### Autor
- „Wider die Umsonstfresser“ – Der Handwerkerkommunist Wilhelm Weitling. Ergebnisse-Verlag, Hamburg 1986, ISBN 3-925622-11-X.
- Eine Republik der Arbeiter ist möglich. Hamburger Inst. für Sozialforschung, Hamburg 1990, ISBN 3-926736-05-4.
- Heimat Weltall. Wohin soll die Raumfahrt führen? Suhrkamp, Frankfurt am Main 2005, ISBN 3-518-12396-3.
- Die letzte Crew des Wandersterns. Hinstorff, Rostock 2019, ISBN 978-3-356-02227-8.
- Wie ich den Frieden fand – Ein Bekennerschreiben aus dem Dreißigjährigen Krieg. BoD, Norderstedt 2023, ISBN 978-3-7583-0784-3.

### Herausgeber
- Zeitmaschine Kino. Darstellungen von Geschichte im Film. Hitzeroth, Marburg 1992, ISBN 3-89398-111-X.
- Endspiel 2050. Wie Roboter Fußball spielen lernen. Heise, Hannover 2003, ISBN 3-936931-02-X.
- Kriegsmaschinen. Roboter im Militäreinsatz. Heise, Hannover 2012, ISBN 978-3-936931-73-0.